# Тесфайе Джифар
Тесфайе Джифар — эфиопский легкоатлет, который специализировался в беге на длинные дистанции. Двукратный бронзовый призёр чемпионатов мира по полумарафону в 1999 и 2000 годах. На чемпионате мира по полумарафону 2001 года занял 2-е место в личном первенствес личным рекордом — 1:00.04 и стал победителем в командном зачёте. 
Занял 7-е место в марафоне на чемпионате мира 2001 года с результатом 2:16.52.

## Достижения
- 2-е место на Амстердамском марафоне 1999 года — 2:06.49 — NR*
- 2-е место на Токийском марафоне 2001 года —  2:11.07
- Победитель Нью-Йоркского марафона 2001 года —  2:07.43